# Fastersbyön
Fastersbyön är en ö i Åland (Finland). Den ligger i Skärgårdshavet och i kommunen Sund i landskapet Åland, i den sydvästra delen av landet. Ön ligger omkring 15 kilometer norr om Mariehamn och omkring 270 kilometer väster om Helsingfors.
Öns area är 68,5 hektar och dess största längd är 1,4 kilometer i nord-sydlig riktning. Ön höjer sig omkring 55 meter över havsytan. I omgivningarna runt Fastersbyön växer i huvudsak barrskog.